# Nozze di Ettore e Andromaca
Con il titolo Nozze di Ettore e Andromaca si indica il fr. 44 Voigt di Saffo, di argomento mitologico.

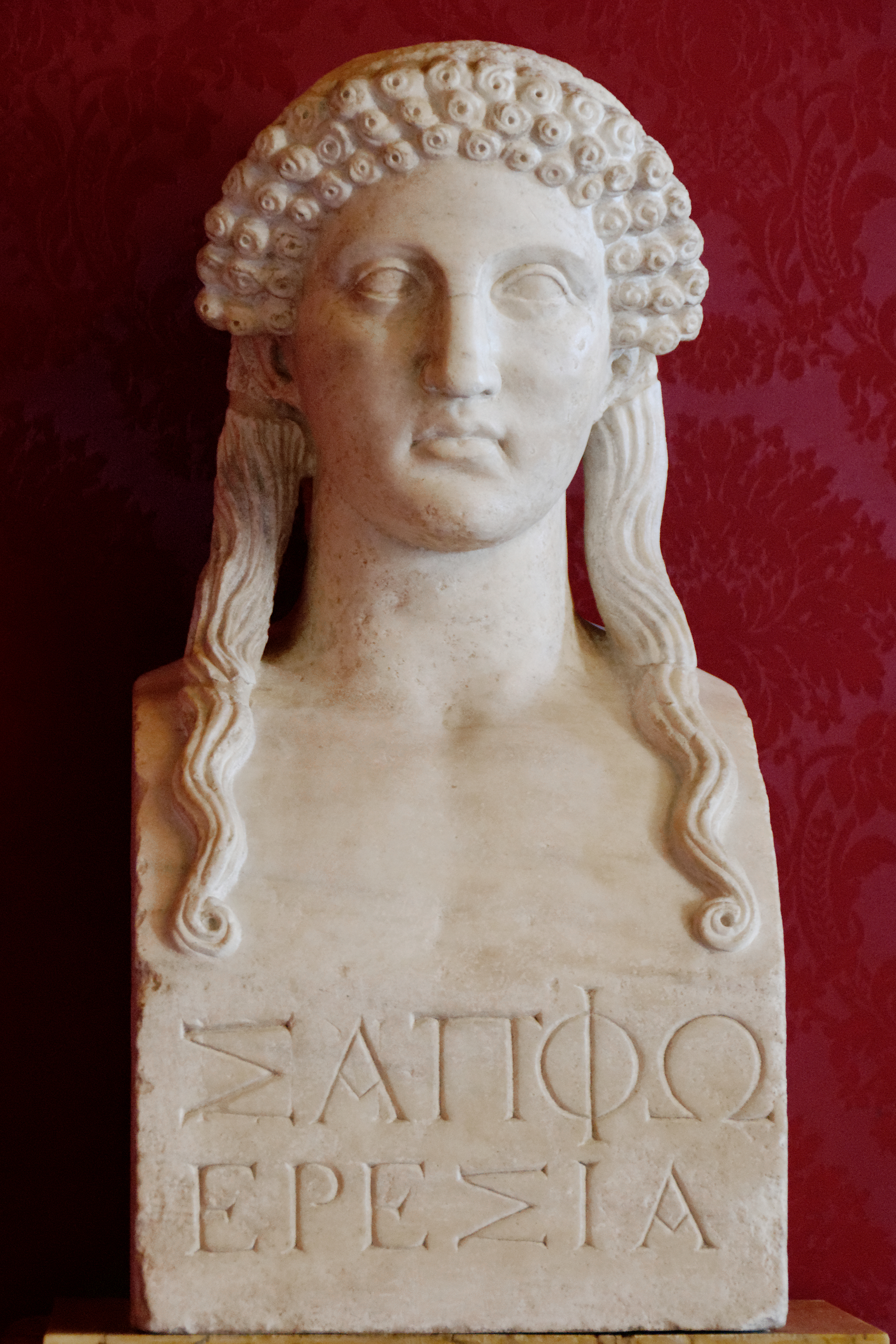
Busto di Saffo conservato nei Musei capitolini a Roma

## Testo
κᾶρυξ ἦλθε θέ[ων ^ ^ –]ελε[– ^]θεις

Ἴδαος τάδε κα[ῖνα] φ[όρ]εις τάχυς ἄγγελος·

«< . . . . . . . . . . . . . . . . . . . . . . . . . Ἰλίω>

τᾶς τ᾽ ἄλλας Ἀσίας τ[ό]δε γᾶν κλέος ἄφθιτον·

Ἔκτωρ καὶ συνέταιρ[ο]ι ἄγοισ᾽ ἐλικώπιδα

Θήβας ἐξ ἰέρας Πλακίας τ᾽ ἀπ᾽ ἀ[ι]ν<ν>άω

ἄβραν Ἀνδρομάχαν ἐνὶ ναῦσιν ἐπ᾽ ἄλμυρον

πόντον· πόλλα δ᾽ [ἐλί]γματα χρύσια κἄμματα

πορφύρ[α] καταΰτ[με]να, ποίκιλ᾽ ἀθρήματα,

ἀργύρα τ᾽ ἀνάριθμα ποτήρια κἀλέφαις.»

ὢς εἶπ᾽· ὀτραλέως δ᾽ ἀνόρουσε πάτ[η]ρ φίλος·

φάμα δ᾽ ἦλθε κατὰ πτόλιν εὐρύχορον φίλοις·

αὔτικ᾽ Ἰλίαδαι σατίναι[ς] ὐπ᾽ ἐυτρόχοις

ἆγον αἰμιόνοις· ἐπ[έ]βαινε δὲ παῖς ὄχλος

γυναίκων τ᾽ ἄμα παρθενίκα[ν] τ᾽ ἀτ[αλ]οσφύρων·

χῶρις δ᾽ αὖ Περάμοιο θύγ[α]τρες [ἐπήισαν,

ἴππ[οις] δ᾽ ἄνδρες ὔπαγον ὐπ᾽ ἄρ[ματα κάμπυλα]

π[άντ]ες ἠίθεοι· μεγάλω[σ]τι δ᾽ [^ – ^ –]

δ[ίφροις] ἀνίοχοι φ[ ^ ^ – ^ ^ – ^ –

π[^ ^ –]ξαλο[ν. . . . . . . . . . . . . . .
 
. . . . . . . . . . . . . . . . . . . . . . . . .
 
[. . . . . . . . . . . . . . . . . . . . ἴ]κελοι θέοι[ς

[. . . . . . . . . . . . . . . . . . . . ] ἄγνον ἀόλ[λεες

ὄρμαται [^ ^ – ^ ^ –]νον ἐς Ἴλιον,

αὖλος δ᾽ ἀδυ[μ]έλης [^ ^ –] τ᾽ ὀνεμ<ε>ί<χ>νυ[το

καὶ ψ[ό]φο[ς κ]ροτάλ[ων λιγέ]ως δ᾽ ἄρα πάρ[θενοι

ἄειδον μέλος ἄγν[ον, ἴκα]νε δ᾽ ἐς αἴθ[ερα

ἄχω θεσπεσία, γέλ[ος – ^ ^ – ^ ^,

πάνται δ᾽ ἦς κὰτ ὄδο[ις ^ ^ – ^ ^ – ^ ^]

κράτηρες φίαλαί τ᾽ ο[. . .]υεδε[. .]λ[.]εακ[. .

μύρρα καὶ κασία λίβανός τ᾽ ὀνεμείχνυτο.

γύναικες δ᾽ ἐλέλυσδον ὄσαι προγενέστεραι,

πάντες δ᾽ ἄνδρες ἐπήρατον ἴαχον ὄρθιον

Πάον᾽ ὀνκαλέοντες ἐκάβολον εὐλύραν,

ὔμνην δ᾽ Ἔκτορα κ᾽ Ανδρομάχαν θεοεικέλοις.»
venne un araldo veloce correndo [...],

Ideo, e apparve, rapido nunzio

(lacuna)

e dal resto dell'Asia quest'inconsumabile gloriaː

"Ettore e i suoi compagni scortano la occhi splendenti,

da Tebe e dalla sacra Plakia dall'acque perenni,

la dolce Andromaca, con le navi, sul salso mareː

e molti bracciali d'oro, e vesti multicolori

e belle porpore e troni e fregi multiformi

e innumerevoli coppe d'argento e tanti avoriǃ"

Così diceva ed il padre caro balzò ratto in piedi

e si spargeva la fama nell'ampia città, tra gli amici.

Subito le donne d'Ilio ai carri preziosi, ampie ruote,

aggiogavan le mule e saliva tutta la folla

di donne e insieme di vergini dall'agili caviglieː

e, un po' discoste, le figlie di Priamo pure partivan;

ma gli uomini aggiogavano cavalli ai lor carri

e tutti quelli celibi; e grandemente [...],

[...] e gli aurighi [...],

[...] conducevano [...],

[...]

[...] e simili ai numi

[...]sacri profumi

[...] ad Ilio

e il flauto dolcesonante si mescolava ai sonagli

[...] e a quel punto le vergini

[...]

[...]

[...]

[...] e mirra e cassia ed incenso esalavan profumo;

e, non appena le anziane alzarono il grido rituale

tutti gli uomini intonaron il retto grido rituale,

il peana, invocando l'Arciere dalla bella lira,

e inneggiando a Ettore e Andromaca, simili a numi.»
(Trad. A. D'Andria)

## Analisi

### Significato e commento
Il canto, in distici di pentametri eolici (gliconei con doppio inserto dattilico), forse faceva parte di un epitalamio, come indicherebbero il tema ed il metro.
Esso si riferisce ad un argomento inusuale e, a quanto sappiamo, trattato solo da Saffoː le nozze di Ettore e Andromaca, prelevata nella città di Tebe Ipoplacia. L'araldo Ideo annuncia a Priamo l'arrivo del corteo nuziale e, come di consueto in Saffo, le immagini della festa, descritte con sovrabbondanza di epiteti ed emistichi di sapore omerico, si focalizza su particolari squisitamente femminiliː le donne in festa e i profumi.